# Edward Bullard
Edward "Teddy" Crisp Bullard (21 de septiembre de 1907 - 3 de abril de 1980) fue un destacado geofísico de Norwich, Inglaterra, principalmente recordado por haber sido uno de los fundadores de la disciplina de la geofísica marina.

## Biografía
Edward Bullard estudió Ciencias Naturales en el Clare College de Cambridge. Recibió clases de Ernest Rutherford en el Laboratorio Cavendish de la Universidad de Cambridge y en la década de 1930 recibió el título de doctor en física nuclear.
Durante la Gran Depresión contrajo matrimonio y debió buscar una carrera para sobrevivir. En la década de 1930 la física nuclear no tenía demasiado campo de trabajo, por lo que debió especializarse en geofísica. Durante la Segunda Guerra Mundial se desempeñó como oficial experimental en HMS Vernon, y trabajó en el desarrollo de técnicas especiales para proteger a los barcos de las minas magnéticas.
Se convirtió en uno de los geofísicos más importantes de su época. También realizó estudios sobre el suelo oceánico aunque sufría de una enfermedad que le impedía ir al mar, por lo que raramente podía realizar viajes con fines científicos al océano.
Trabajó como profesor en la Universidad de Toronto entre 1948 y 1950 y fue el jefe del Laboratorio Nacional de Física entre 1950 y 1955. Ese año regresó a Cambridge, primero como asistente de investigación, después como ayudante y finalmente como jefe en un puesto creado para él en 1964. Fue uno de los socios fundadores del Churchill College, de Cambridge.
Realizó importantes aportes a la hipótesis de la dínamo, siendo su obra más importante la relacionada con la fuente del campo magnético de la Tierra. Varias veces se vio frustrado en sus intentos para incrementar el interés hacia la geofísica en la Universidad de Cambridge.
A principios de la década de 1960, Bullard y sus socios utilizaron una computadora para tratar de unir todos los continentes el uno con el otro. En lugar de utilizar las líneas costeras, como ya lo habían hecho otros geofísicos, utilizó una profundidad de 2000 metros bajo el nivel del mar. Esta profundidad corresponde a aproximadamente la mitad de la distancia entre la costa y el fondo oceánico y representa el verdadero límite de los continentes. Con este experimento descubrió que los continentes encajaban entre sí casi perfectamente; así, colaboró a fundamentar la idea que otro geofísico, Alfred Wegener, había sugerido que se llamase Pangea.
Después de retirarse de Cambridge se estableció en California, en donde falleció en 1980.
Fue galardonado en 1953 con la medalla Hughes, concedida por la Royal Society «por sus importantes contribuciones al desarrollo, tanto teórica como experimental, de la física de la Tierra». También recibió la Gold Medal of the Royal Astronomical Society.